# Bambino Gesu di Aracoeli

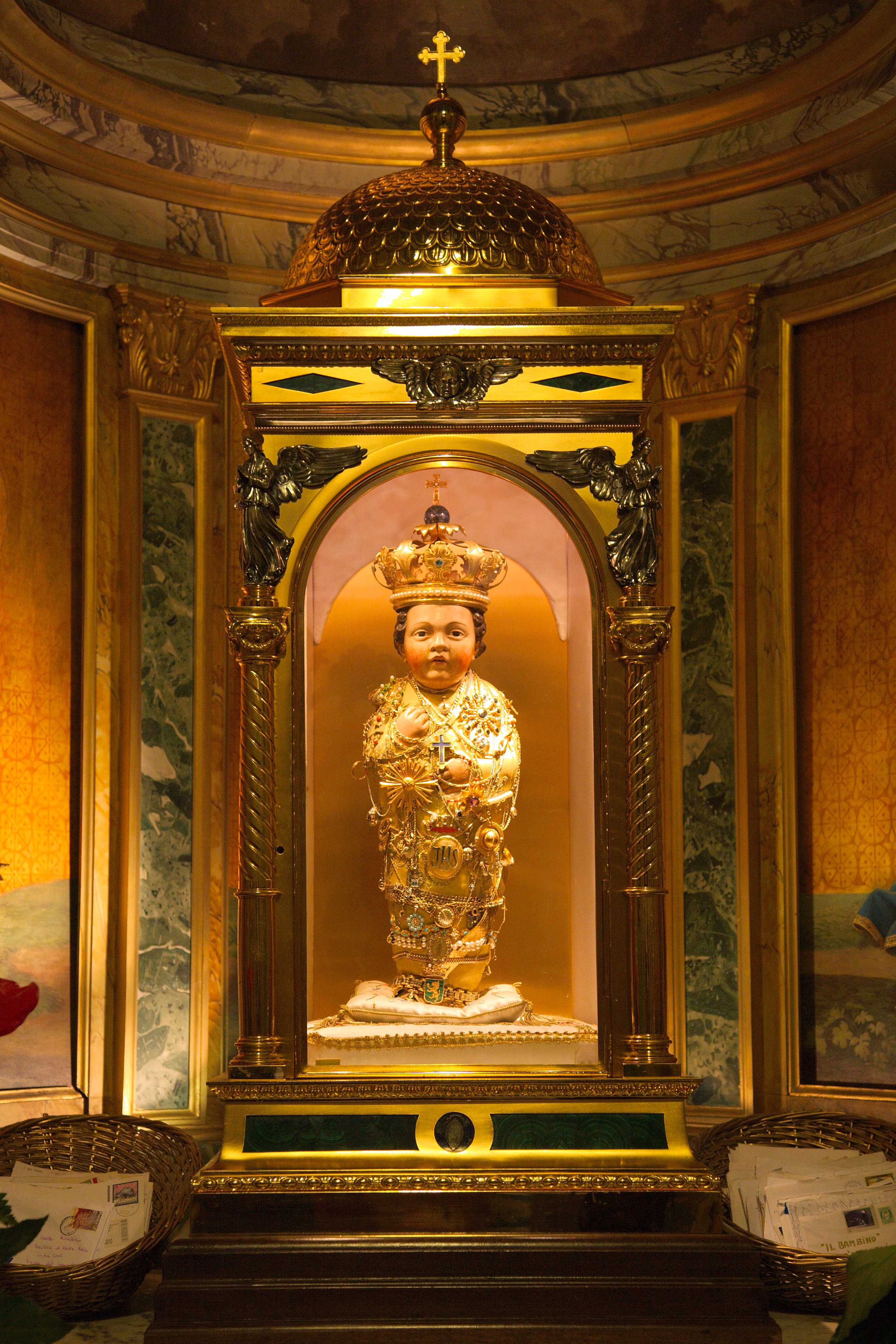
Bambino Gesu di Aracoeli na basílica de Santa Maria in Aracoeli.

Bambino Gesu di Aracoeli, que significa literalmente "Menino Jesus de Aracoeli", ou Santo Bambino de Aracoeli é uma imagem devocional católica do século XV do Menino Jesus abrigada na basílica de Santa Maria in Aracoeli.
A imagem representa Jesus ainda criança, em pé, adornado com várias gemas e joias doadas por seus devotos. A imagem era conhecida por ter sido transportada numa carruagem dourada para visitar os doentes e os necessitados.
Em 18 de janeiro de 1894, o papa Leão XIII autorizou sua devoção pública e concedeu à imagem uma coroação canônica em 2 de maio de 1897. Ela foi novamente abençoada pelo papa São João Paulo II em 8 de janeiro de 1984. A imagem está adornada ainda hoje com sua coroa original, vestido em tecidos e gemas doadas por ex-votos de seus fieis. A imagem foi roubada em fevereiro de 1994, mas uma cópia parcial está hoje no santuário na basílica de Santa Maria in Aracoeli.

## História e devoção
A imagem de madeira mede aproximadamente 60 centímetros de altura e representa o Menino Jesus ainda muito criança. De acordo com os registros históricos preservados na basílica, a imagem foi esculpida a partir de um único bloco de madeira de oliveira oriundo do Jardim de Getsêmani por um monge franciscano alocado na Terra Santa no século XV.
Os fieis romanos da imagem sempre a associaram com a cura e peregrinações à imagem remontam a 1794. Em 1848, uma tentativa de incêndio foi feita contra a imagem durante protestos anticatólicos.

## Reconhecimento pontifício
O papa Leão XIII autorizou o uso de uma sede gestatória para a imagem no início da década de 1800, que era utilizada para carregar a imagem pelas ruas da cidade em visitas a hospitais e orfanatos.
Em 18 de janeiro de 1894, Leão XIII autorizou a devoção à imagem, juntamente com um rescrito e uma oração dedicada à infância de Jesus. O documento papal foi testemunhado pelo cardeal Ignatius Persico.
A imagem foi também mencionada numa carta de 1969 ao Colégio Cardinalício do papa Paulo VI no dia de Ano Novo de 1969, o Dia Mundial da Paz.
Em 8 de janeiro de 1984, o papa São João Paulo II proferiu uma homilia abençoando o título e sua imagem na Sala de Audiências Paulo VI, na ocasião solene do ano jubileu para as crianças.

## Roubo da imagem
A imagem foi roubada em 2 de fevereiro de 1797 pelo exército francês durante a ocupação napoleônica de Roma, mas recuperada por um romano chamado Patriarca Severino depois do pagamento de um resgate. Ela ficou num convento em Trasteverino por um ano e cinco dias, enquanto um novo santuário era construído para abrigar a imagem.
A imagem original foi roubada novamente em fevereiro de 1994 e uma cópia exata está no santuário atualmente.